# Longyang Road

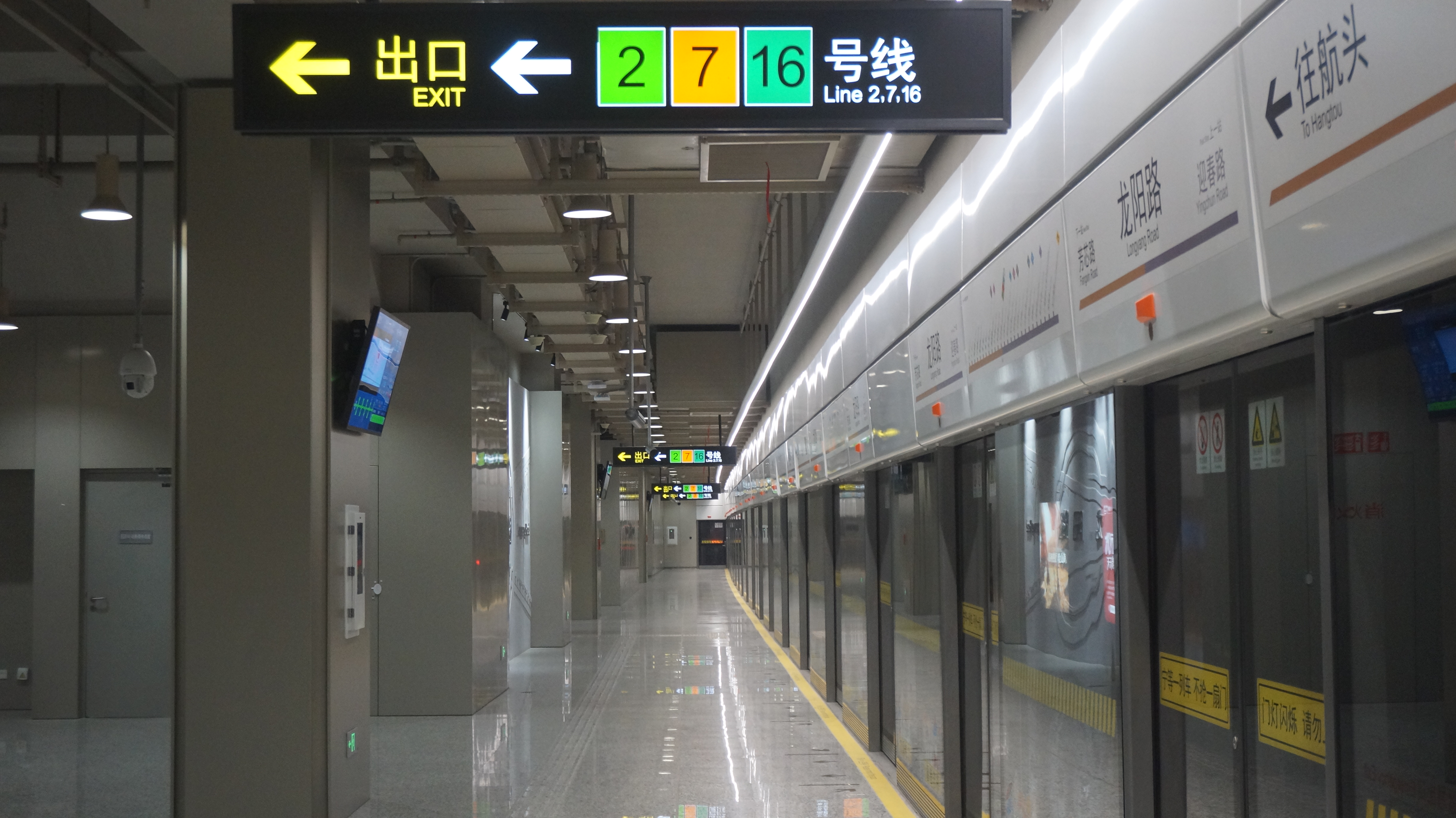
Longyang Lu

Longyang Road (龙阳路) is een belangrijk overstapstation van de metro van Shanghai. Op dit station stoppen lijn 2, lijn 7, lijn 16 en lijn 18. Tevens is dit station het vertrekpunt van de Maglev, waarmee binnen 8 minuten Pudong International Airport kan worden bereikt. 
East Xujing · Station Shanghai Hongqiao · Hongqiao Airport Terminal 2 · Songhong Road · Beixinjing · Weining Road · Loushanguan Road · Zhongshan Park · Jiangsu Road · Jing'an Temple · West Nanjing Road · People's Square · East Nanjing Road · Lujiazui · Dongchang Road · Century Avenue · Shanghai Science & Technology Museum · Century Park · Longyang Road · Zhangjiang Hi-Tech Park · Jinke Road · Guanglan Road · Tangzhen · Middle Chuangxin Road · East Huaxia Road · Chuansha · Lingkong Road · Yuandong Avenue · Haitiansan Road · Pudong International Airport

Lijnen van de metro van Shanghai: 1 · 2 · 3 · 4 · 5 · 6 · 7 · 8 · 9 · 10 · 11 · 12 · 13 · 14 · 15 · 16 · 17 · 18 · Pujiang Line
Meilan Lake · Luonan Xincun · Panguang Road · Liuhang · Gucun Park · Qihua Road · Shanghai University · Nanchen Road · Shangda Road · Changzhong Road · Dachang Town · Xingzhi Road · Dahuasan Road · Xincun Road · Langao Road · Zhenping Road · Changshou Road · Changping Road · Jing'an Temple · Changshu Road · Zhaojiabang Road · Dong'an Road · Middle Longhua Road · Houtan · Changqing Road · Yaohua Road · Yuntai Road · West Gaoke Road · South Yanggao Road · Jinxiu Road · Fanghua Road · Longyang Road · Huamu Road

Lijnen van de metro van Shanghai: 1 · 2 · 3 · 4 · 5 · 6 · 7 · 8 · 9 · 10 · 11 · 12 · 13 · 14 · 15 · 16 · 17 · 18 · Pujiang Line